# 녹색자유주의
녹색자유주의(영어: Green liberalism, 한자: 綠色自由主義)는 자유주의 이념에 녹색 정치적 사상이 반영된 자유주의 분파 중 한 갈래이다. 1921년 영국의 자유민주당의 의원, 역사학자이자 귀족인 콘라드 러셀이 처음으로 주장했다.

## 개요
녹색자유주의의 본질적 의미는, 경제적 효율성을 접어둔 체 극단적 자원 절약 실행, 조건 없는 친환경적 산업 시설 건설과 같은 절대적인 생태주의적 목적이 아니라 인간에 의해 자연이 파괴되는 행위를 자유주의적인 방법 선에서 최대한 줄이려는 사상이다. 최소한 생태주의를 포용하고 있고, 주 활동 방법은 생태계 복구를 위한 자선행위, 봉사행위 등이 있다. 그러나 자유주의는 이러한 생태계 말고 다른 뜻을 내포하기도 하는데, 주로 고전적 자유주의인 자유지상주의와 사회자유주의의 사이에 있는 사상을 말하기도 한다. 즉, 절대적으로 정부의 간섭을 최소화하고 최대한 자유로운 시장경제를 옹호하는 자유지상주의와도 같으면서, 자연 파괴를 방어하기 위해 산업적인 제재를 취하는 사회자유주의적인 이면성을 모두 가지고 있는 사상이다.
현재 녹색자유주의적인 정책을 실현하려는 정당은 대표적으로 영국의 자유민주당이 존재하며 그 외에는 캐나다의 자유당이며, 그 예로 캐나다의 자유당은 '그린 택스 스위치(Green Tax Switch)', '그린 택스 시프트(Green Tax Shift)'라는 정책을 발표하기도 했다. 그린 택스 시프트 정책은 소득세에 비례하여 해당 세대의 전기세, 수도세와 같은 소비세나 환경적 경범죄에 대한 벌금을 올리는 정책이다. 이러한 정책을 영국의 자유민주당에서도 참고하여, 정책 발전에 이바지하고 있다.

## 같이 보기
- 환경보존운동
- 진보주의
- 캐나다 녹색당
- 캐나다 자유당
- 스웨덴 녹색자유당
- 스웨덴 중도당
- 자유주의
- 녹색 정치